# Diomedea sanfordi
Diomedea sanfordi е вид птица от семейство Албатросови (Diomedeidae). Видът е застрашен от изчезване.

## Разпространение
Видът е разпространен в Аржентина, Австралия, Бразилия, Нова Зеландия, Света Елена, Възнесение, Тристан да Куня, Уругвай, Фолкландски острови, Френски южни и антарктически територии, Хърд и Макдоналд, Чили, Южна Африка и Южна Джорджия и Южни Сандвичеви острови.